# Andreas Friebel
Andreas Friebel ist ein deutscher Sportjournalist, Hörfunk- und Fernsehmoderator.

## Leben
Friebel spielte in seiner Jugend Eishockey in seiner Heimat Weißwasser/Oberlausitz. Für die Lausitzer Füchse war er bis 2018 fast zwei Jahrzehnte lang als Pressesprecher und Stadionsprecher tätig. Zudem ist Friebel seit Anfang der 2000er-Jahre als Sportreporter für die Radioprogramme des Mitteldeutschen Rundfunks im Einsatz. In dieser Zeit berichtete und moderierte er unter anderem über das Fußballgeschehen in Sachsen und moderierte für die ARD die ARD-Olympianacht in den Radioprogrammen. Zudem arbeitet er als Sportreporter für den Rundfunk Berlin-Brandenburg, unter anderem im Rahmen der Bundesligakonferenz. Anfang 2020 wurde er Teil des Sportmoderationsteams des MDR Sachsenspiegels, am 23. November 2022 moderierte er erstmal den kompletten Sachsenspiegel. 
Friebel ist Vater von zwei Töchtern. Er lebt in der Lausitz.